# Удовенко Геннадій Йосипович
Генна́дій Йо́сипович Удове́нко (22 червня 1931, Кривий Ріг, Українська Соціалістична Радянська Республіка, СРСР — 12 лютого 2013, Київ, Україна) — український дипломат і політик, народний депутат України 3-го і 4-го скликань. Був міністром закордонних справ України, головою Народного руху України (з 1999 до 2003 р.), 52-м президентом Генеральної Асамблеї ООН, членом Ради президентів Генеральної Асамблеї ООН.

## Дитинство. Юність. Родина
Народився 22 червня 1931 (Кривий Ріг); українець; батько Йосип Петрович (1900—1978) — гірничий інженер; мати Марія Максимівна (1888—1973) — домогосподарка; дружина Діна Григорівна Бутенко — колишня завідувачка парникового комбінату ВДНГ УРСР; донька Олена (1954) — науковий працівник Києво-Печерського заповідника.

### Освіта
Київський університет ім. Т.Шевченка, факультет міжнародних відносин (1954), історик-міжнародник; аспірантура Українського НДІ економіки і організації сільського господарства (1958—1959).

## Робота в галузі сільського господарства (1952—1959)
1952—1955 — секретар Міністра, секретар колегії, Міністерство промисловості будівельних матеріалів УРСР.
1955—1958 — голова («тридцятитисячник»), колгосп ім. Дзержинського, с. Домантівка Сквирського району Київської області.
1958—1959 — аспірант, Український НДІ економіки і організації сільського господарства, м. Київ.

## Робота в структурі МЗС УРСР (1959—1991)
1959—1965 — 1-й секретар, радник відділу міжнародних економічних організацій, МЗС УРСР.
1965—1971 — працівник секретаріату, Відділення ООН у Женеві.
1971—1977 — член колеґії, начальник відділу кадрів, начальник відділу міжнародних економічних організацій, МЗС УРСР.
1977—1980 — директор Управління (Д-2), Секретаріат ООН, м. Нью-Йорк.
1980—1985 — заступник Міністра, МЗС України.
З січня 1985 — Надзвичайний і Повноважний Посол.
Лютий 1985—1992 — Постійний представник України при ООН, м. Нью-Йорк.

## Робота в структурі МЗС незалежної України (1991—1998)
1991—1992 — заступник Міністра закордонних справ України — Постійний Представник України при ООН, м. Нью-Йорк.
Вересень 1992 — серпень 1994 — Надзвичайний і Повноважний Посол України в Польщі.
25 серпня 1994 — 17 квітня 1998 — Міністр закордонних справ України. Президент 52-ї сесії Генеральної Асамблеї ООН (вересень 1997 — вересень 1998). Представляв Україну на численних сесіях і конференціях ООН та інших міжнародних організацій. Головував на засіданнях Генеральної Асамблеї ООН, Ради Безпеки, Економічної і соціальної ради ООН. Обирався Головою економічного і спеціального політичного комітетів Генеральної Асамблеї ООН.
Був членом Ради національної безпеки при Президентові України, член Ради національної безпеки і оборони України (серпень 1996-квітень 1998).
Володів англійською, французькою, польською мовами.
Дипломатичний ранг — Надзвичайний і Повноважний Посол.
Почесний доктор Бриджпортського університету (1997, США), Українського вільного університету в Мюнхені (1997).

## Політична діяльність
Березень — травень1999 — в.о. голови НРУ, Травень 1999-травень 2003 — голова НРУ.
Народний депутат України 3-го скликання березень 1998-квітень 2002 від НРУ, № 3 в списку. На час виборів: Міністр закордонних справ України. Член фракції НРУ (травень 1998-лютий 1999), керівник фракції НРУ (першої) (з березня 1999; з квітня 2000 — фракція НРУ); голова Комітету з питань прав людини, національних меншин і міжнаціональних відносин (з липня 1998).
Народний депутат України 4-го скликання квітень 2002 — квітень 2006 Блоку В.Ющенка «Наша Україна», № 3 в списку, член НРУ. Член фракції «Наша Україна» (травень 2002 — вересень 2005, уповноважений представник фракції з червня 2002), уповноважений представник фракції НРУ (з вересня 2005), голова Комітету з питань прав людини, національних меншин і міжнаціональних відносин (з червня 2002).
Народний депутат України 5-го скликання квітень 2006 — листопад 2007 від Блоку «Наша Україна», № 31 в списку, член НРУ. Член фракції «Наша Україна» (з травня 2006), голова підкомітету з питань прав людини Комітету з питань прав людини, національних меншин і міжнаціональних відносин (з липня 2006).
Кандидат у Президенти України на виборах 1999 року. В 1-му турі 319 778 голосів (1.22 %), 7-е місце серед 13 претендентів.

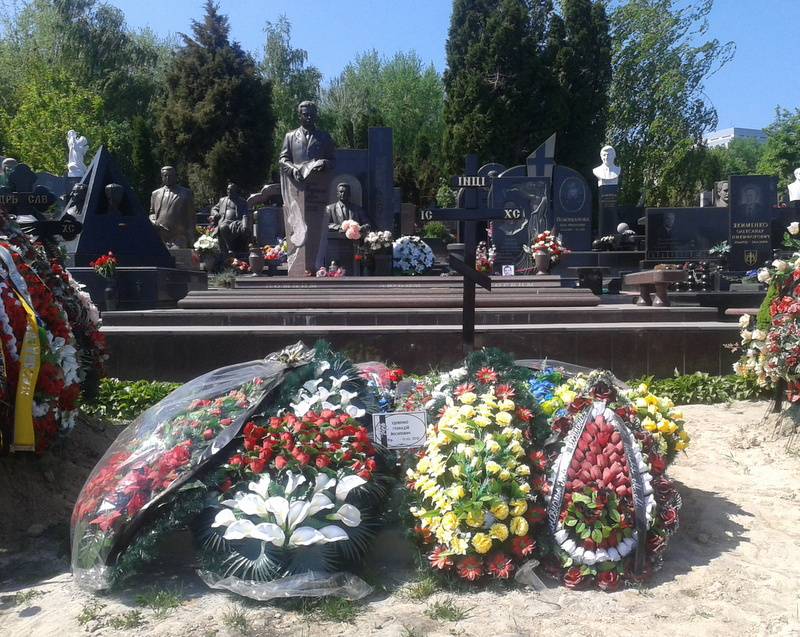
Могила Геннадія Удовенка

Помер 12 лютого 2013 року. Похований в Києві на Байковому кладовищі (ділянка № 52а).

## Позиція щодо передачі РФ ядерної зброї України
16 листопада 1994 року на засіданні Верховної Ради України, на якому розглядалося питання ухвалення закону про приєднання України до Договору про нерозповсюдження ядерної зброї від 1 липня 1968 року, що, таким чином, легалізувало відмову Української держави від третього у світі ядерного арсеналу після США та РФ, тодішній міністр закордонних справ України Геннадій Удовенко у своєму виступі з парламентської трибуни заявив :
|  | У тому якраз і позитив Меморандуму, що Росія надає нам ці гарантії. Ось нота Міністерства закордонних справ Російської Федерації від 9 листопада 1994 р.: «Министерство иностранных дел Российской Федерации имеет честь информировать о том, что Российская Федерация намерена подписать Меморандум о гарантиях безопасности в связи с присоединением Украины к Договору о нераспространении ядерного оружия, как только Украина присоединится к Договору о нераспространении ядерного оружия в качестве государства, не обладающего ядерным оружием». Оце гарантія від Росії. Тому я закликаю всіх – і пана Вітовича, і всіх, хто його підтримує, зрозуміти: для нас сьогодні важливо, що Росія дає нам такі гарантії. Це означає політичну незалежність нашої держави. Вам цього мало, пане Вітовичу? Що ви хочете – потрясати ядерною картою? Це вже не той час! (…) |

## Сім'я
- дружина — Удовенко (Бутенко) Діна Григорівна, донька міністра сільського господарства УРСР Григорія Бутенка
- донька — Барановська (Удовенко) Олена Геннадіївна (1954)[4]
- зять — Барановський Олег Миколайович (1956), український дипломат
- онук — Барановський Олексій Олегович

## Нагороди
- Орден князя Ярослава Мудрого III ст. (2007)[5], IV ст. (2005)[6], V ст. (1998)[7]
- Орден «За заслуги» II ст. (22 червня 2011)[8]
- Почесна відзнака Президента України (1995)[9]

## Пам'ять
Дипломатична академія України імені Геннадія Удовенка при Міністерстві закордонних справ